# Erdőkürt
Erdőkürt is een plaats (község) en gemeente in het Hongaarse comitaat Nógrád. Erdőkürt telt 609 inwoners (2001).